# Tumbindning
Tumbindning är en tortyrmetod som går ut på att binda ihop tummarna bakom en persons rygg - med den ena armen över huvudet och den andra bakom ryggen - orsakar en olidlig smärta som förvärras för varje andetag. När personen är bunden i den här positionen är det också vanligt att torterarna fortsätter att sparka och slå.[källa behövs]